# My Immortal
«My Immortal» — третій сингл з дебютного студійного альбому американського рок-гурту Evanescence — Fallen. Виданий 8 грудня 2003 на Wind-up Records. Пісня була номінована на «Греммі» в категорії Best Pop Performance by a Duo or Group.
Пісня посіла 7 місце в США і Англії і 1 місце в Португалії і Канаді (на канадському чарті пісня була в п'ятірці найкращих 20 тижнів). В Австралії «My Immortal» стала 7 найпопулярношою піснею в 2004.
17 лютого 2009 пісня отримала Золото (RIAA), продаючись більше ніж у 500 000 копій.

## Музичне відео
Відеокліп був знятий в Барселоні, в чорно-білому стилі.

## Список пісень
Міжнародний CD-сингл (Реліз: 30 грудня 2003)
| #  | Назва                                | Автор                          | Тривалість |
| -- | ------------------------------------ | ------------------------------ | ---------- |
| 1. | «My Immortal» (Band Version)         | Бен Муді, Емі Лі, Девід Ходжес | 4:33       |
| 2. | «My Immortal» (Album Version)        | Бен Муді, Емі Лі               | 4:24       |
| 3. | «Haunted» (Live from Sessions @ Aol) | Бен Муді, Емі Лі, Девід Ходжес | 3:08       |
| 4. | «My Immortal» (Live from Cologne)    |                                | 4:15       |

## Чарти
| Чарт (2003)                       | Місце |
| --------------------------------- | ----- |
| Austrian Singles Chart            | 11    |
| Belgian (Flemish) Singles Chart   | 5     |
| Belgian (Wallon) Singles Chart    | 9     |
| Dutch Singles Chart               | 5     |
| German Singles Chart              | 5     |
| Irish Singles Chart               | 20    |
| Swiss Singles Chart               | 7     |
| UK Singles Chart                  | 7     |
| Чарт (2004)                       | Місце |
| Australian ARIA Singles Chart     | 4     |
| Canadian Singles Chart            | 1     |
| Danish Singles Chart              | 7     |
| Finnish Singles Chart             | 9     |
| French Singles Chart              | 11    |
| Italian FIMI Singles Chart        | 3     |
| New Zealand RIANZ Singles Chart   | 2     |
| Norwegian Singles Chart           | 2     |
| Swedish Singles Chart             | 9     |
| U.S. Billboard Hot 100            | 7     |
| U.S. Billboard Mainstream Top 40  | 2     |
| U.S. Billboard Adult Contemporary | 19    |
| Чарт (2006)                       | Місце |
| U.S. Billboard Hot Digital Songs  | 43    |